# 安養寺 (福井市足羽)

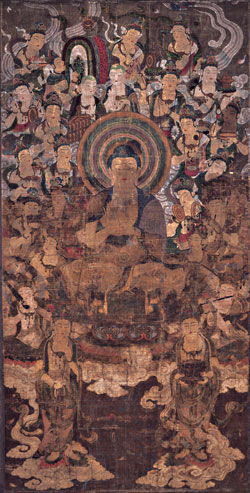
絹本著色阿弥陀三尊二十五菩薩来迎図

安養寺（あんようじ）は、福井県福井市にある浄土宗西山禅林寺派の寺院。山号は相忍山。

## 歴史
文明5年（1473年）朝倉敏景によって一乗谷に建立、足利義昭が一乗谷を訪れた際、御所とした。
その後、柴田勝家によって、現在の福井市足羽に再建された。

## 文化財
重要文化財（国指定）
- 絹本著色阿弥陀三尊二十五菩薩来迎図[1][2] - 平安時代末期

## 交通
北陸本線福井駅より徒歩15分。